# Лэйн, Альфред
Альфред Пэйдж Лэйн (англ. Alfred Page Lane, 26 сентября 1891 — октябрь 1965) — американский стрелок, олимпийский чемпион.
Альфред Лэйн родился в 1891 году в Нью-Йорке. Ещё подростком он выиграл ряд чемпионатов, организованных Ассоциацией стрелков из револьвера США (U.S. Revolver Association). В 1912 году на Олимпийских играх в Стокгольме он стал чемпионом в стрельбе из произвольного пистолета (личное и командное первенство) и стрельбе из дуэльного пистолета. В 1920 году на Олимпийских играх в Антверпене Альфред Лэйн стал чемпионом в командном первенстве по стрельбе из армейского пистолета на дистанциях 30 и 50 м, и завоевал бронзовую медаль в стрельбе из обычного пистолета. Впоследствии был принят на работу лицом оружейной компании Remington Arms для рекламы и популяризации её продукции.